# Marc Donnet-Monay
 (octobre 2023).
Si vous disposez d'ouvrages ou d'articles de référence ou si vous connaissez des sites web de qualité traitant du thème abordé ici, merci de compléter l'article en donnant les références utiles à sa vérifiabilité et en les liant à la section « Notes et références ».
Pour les articles homonymes, voir Donnet et Monet.
Marc Donnet-Monay, né le 30 juillet 1971  à Genève, est un humoriste et comédien suisse, originaire du canton du Valais.

## Biographie
Après des études au Collège de Saint-Maurice, puis à l'Université de Lausanne en physique, Marc Donnet-Monay se lance dans le théâtre et l'humour au milieu des années 1990. Il joue dans son premier spectacle au Petit théâtre de la Vièze à Monthey. Il enseigne pendant un certain temps la physique puis rejoint dès 1996 l'équipe de l'émission quotidienne Les Dicodeurs sur la radio suisse romande.
Auteur de plusieurs one-man shows, Marc Donnet-Monay a également fait des apparitions à la Télévision suisse romande, notamment dans l'émission « Le Fond de la corbeille » à partir de 1997. En 2000, il interprète le rôle d'un randonneur dans « La Haute Cime », un one-man show nommé d'après l'une des Dents du Midi.
En 2003, il remporte le grand prix de l'humour au festival de Saint-Gervais pour son spectacle « Complètement épanoui ». Fin 2005, il lance un nouveau spectacle, « Au Soleil », mis en scène par l'humoriste Patrick Lapp. D'autres one-man-shows suivront : "Attention" en 2008, "Marc Donnet-Monay transmet sa joie en 2013". Puis il joue dans "NOUS" en 2017, en duo avec Yann Lambiel.
Il a également joué pendant plusieurs années avec l'équipe de Bergamote (Le Modern, en 2006), et joué dans d'autres spectacles comme par exemple le Tour du Monde en 80 jours, en 2011. Il a été également comédien dans plusieurs séries télé ("Petits déballages entre amis" en 2008, "Station Horizon" en 2015).

## Spectacles qu'il a écrits
- 1994 : C'est pas drôle
- 1997 : C'est surtout triste pour les gamins
- 2000 : La Haute Cime
- 2003 : Complètement épanoui (grand prix au festival d'humour de Saint-Gervais 2004 et grand prix au festival de Morges-sous-rire 2005)
- 2005 : Au soleil
- 2008 : Attention! (prix Raymond-Devos à Morges-sous-rire 2009)
- 2013 : Marc Donnet-Monay transmet sa joie (prix SSA de l'humour 2013)
- 2017 : NOUS, en duo avec Yann Lambiel (prix SSA de l'humour 2018)

## Commentaire
L'humoriste avait simplifié l'orthographe de son nom de scène (originellement "Marc Donnet-Monay") en Marc Donet-Monet avant de finalement décider de reprendre son nom original.